# Jargon File
Jargon (pol. żargon), pełna nazwa Jargon File – najbardziej znany słownik gwary hakerów. Pierwotnie powstał jako pojedynczy plik jargon-1 i zawierał zbiór słów z kultur takich jak Laboratorium Sztucznej inteligencji MIT oraz Uniwersytetu Stanforda, Arpanetu, LISPa oraz PDP-10. Aktualnie opiekuje się nim i udostępnia w ramach swej strony Eric Raymond.
W 1983 roku wydany został przez Guy L. Steele-a w formie papierowej pod tytułem „Hacker's Dictionary”. Wiele lat później został poprawiony przez Erica Raymonda i wydany pod nazwą „the New Hacker's Dictionary”.